# برندن برنز (کمدین)

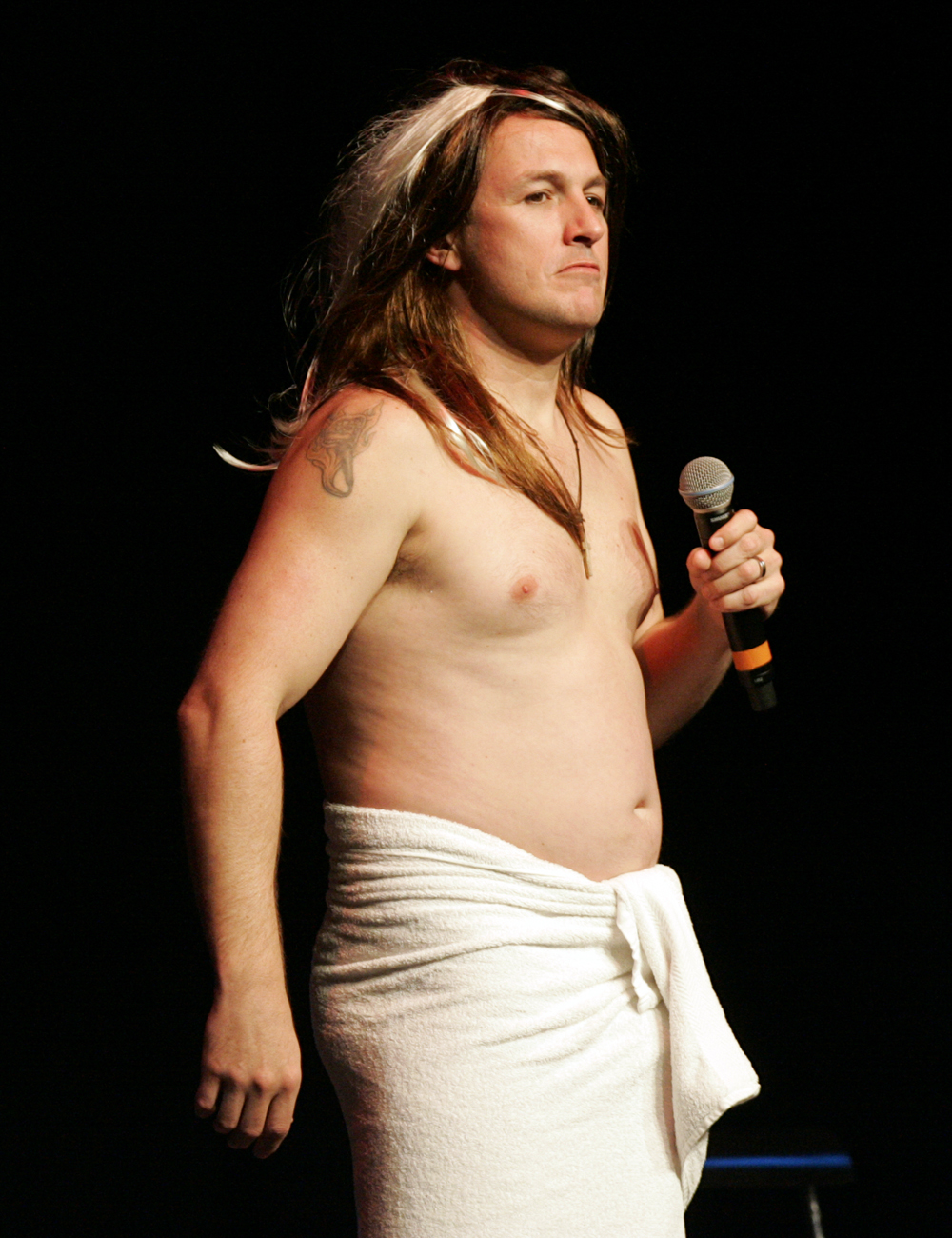
Brendon Burns in February 2012

برندن برنز (به انگلیسی: Brendon Burns) زاده ۱۹ آوریل ۱۹۷۱ استندآپ کمدین اهل استرالیا است که اکثر اجراهایش را در کشور انگلستان بوده‌است. او بیشتر به خاطر کمدی در مسائل بحث‌برانگیز و نوع کمدی خشن و بی‌ادبش در روی صحنه مشهور است.